# لودوویکو کرچی
لودوویکو کرچی (ایتالیایی: Ludovico Carracci; ۲۱ آوریل ۱۵۵۵ – ۱۳ نوامبر ۱۶۱۹) نقاش اهل ایتالیا بود.